# Zkažená mládež
Zkažená mládež (estonsky Klass, festivalový český název Třída) je film estonského režiséra Ilmara Raaga, natočený v roce 2007. Na 42. Mezinárodním filmovém festivalu Karlovy Vary v létě 2007 byl oceněn zvláštní cenou poroty v soutěžní kategorii Na východ od západu a cenou Europa Cinemas Label.
Film se odehrává na blíže neurčené střední škole v Estonsku a pojednává o problematice hierarchických vztahů v rámci třídy, neschopnosti se postavit proti většině a neschopnosti učitelů potlačit šikanu.

## Děj filmu
Drama se odehrává na jedné blíže neurčené estonské střední škole. Introvertní Joosep nezapadl do třídního kolektivu a je vnímán ostatními jako outsider. Svojí uzavřeností „dráždí“ ostatní spolužáky (hlavně „vůdce“ třídy Anderse), kteří si z něho utahují – kradou mu sešity, zamykají ho v dívčích šatnách apod. Postupem času se žerty zvrhnou v šikanu. Jediný, kdo se postaví na stranu Joosepa, je spolužák Kaspar. Kaspar se sice také podílel na šikaně Joosepa, ale rozhodl se přestat kvůli nesouhlasu jeho přítelkyně They. Tento obrat ale rozzuří Anderse, který předtím s Kasparem udržoval přátelský vztah, a rozhodne se, že Kaspara odstaví a poštve proti němu všechny zbývající spolužáky. Právě to přinutí Kaspara uzavřít s Joosepem „přátelství“. Šikana vůči Joosepovi se stupňuje a Kaspar se ho snaží chránit, ale marně. Nakonec se stane terčem šikany i Kaspar. Všechno vrcholí „vtípkem“, kdy na Andersův pokyn pošlou falešný email Kasparovi a Joosepovi, ve kterém stojí, že chtějí jeden druhého vidět večer na pláži. Když Joosep a Kaspar dorazí, zjistí, že jeden druhému nepsali, ale vtom už se ukáže celá parta v čele s Andersem. S nožem na krku nutí oba k felaci a při tom pořizují fotografie, které chtějí dát na web. Tímto činem nastává zvrat v myšlení obou postav. Joosep v noci vezme zbraně a munici svého otce, který je vojenským fanatikem. Oba dva se pak následující den sejdou před školou, vezmou zbraně a jdou do jídelny. Během přestřelky v jídelně zabijí Anderse i ostatní spolužáky, kteří mu pomáhali. Bohužel zmatek v jídelně stojí život i jednu nevinnou studentku. Poté chtějí oba spáchat sebevraždu, ale pouze Joosep dokáže vystřelit. Film končí pohledem na Kaspara.